# Marouane Chamakh
Marouane Chamakh, né le 10 janvier 1984 à Tonneins (Lot-et-Garonne), est un footballeur international marocain, qui évolue au poste d'attaquant.

## Biographie

### Jeunesse et formation
La famille Chamakh quitte son pays natal le Maroc pour le Lot-et-Garonne où le père travaille dans la construction, alors que la mère reste au foyer et veille sur les cinq enfants (4 garçons et une fille) dans le village d'Aiguillon. En ces terres d'ovalie, Marouane joue un peu au rugby mais il est attiré par le football. Il signe sa première licence comme poussin au Sporting Club aiguillonnais. L'attaquant flambe en District et marque souvent.
Remarqué rapidement pour sa rapidité et son agilité technique, il intègre le Sport Étude de Miramont-de-Guyenne à treize ans. Le week-end, il évolue avec le club de Nérac avant de rejoindre le FC Marmande chez les moins de 15 ans. Sélectionné en équipe d'Aquitaine, il est sollicité par Lens, Toulouse et Lorient, mais c'est Patrick Battiston, le formateur bordelais qui se montre le plus convaincant. Après avoir appelé son père, l'ancien international français invite l'adolescent à visiter les installations des Girondins et de s'entraîner avec eux avant de disputer le Tournoi de Montaigu.

### Bordeaux (2000-2010)

#### Fin de formation aux Girondins (2000-2003)
À 16 ans, il rejoint le centre de formation des Girondins de Bordeaux tout en poursuivant ses études. Il obtient d'ailleurs un baccalauréat professionnel comptabilité au Lycée Professionnel Marcel Dassault de Mérignac.
Il débute avec les moins de 17 ans et perd en finale du championnat de France des moins de 17 ans 2000-2001 face au FC Metz (2-1) d'Emmanuel Adebayor.
Surclassé dès sa première année, sa progression est rapide : DH, CFA2, CFA, où il inscrit des buts décisifs et se fait remarquer par sa percussion et son flair. Sollicité à 18 ans par les champions en titre espagnols du Valence CF, il part y faire un essai mais est convaincu de rester en Gironde par Battiston.

#### Débuts professionnels (2003-2006)
Il fait ses premiers pas en équipe première le 19 janvier 2003, à tout juste 19 ans, lors du match de Coupe de la Ligue face à Metz, en entrant en jeu à la 76e minute (défaite 1-0). Il découvre la Ligue 1 le 8 février en entrant en jeu à la 81e minute contre le SC Bastia (défaite 0-2). Il marque de la tête, son premier but, à Nice (1-1),  ce qui permet à Bordeaux de décrocher son billet pour la Coupe de l'UEFA.
Il commence la saison 2003-2004 sur le banc, derrière le duo Darcheville-Deivid. Point d'appui précieux pour ses milieux de terrain, il passe un cap avec l'arrivée de Michel Pavon sur le banc. Titularisé contre l'OM lors de la 12e journée, il fait bonne impression et gagne définitivement sa place de titulaire. Révélation de la CAN 2004, il s'impose en Ligue 1 comme en C3 (4 buts). Petit à petit, il trouve une place de titulaire et fait partie des éléments clés de la formation bordelaise dès la saison suivante.

#### Confirmation et titres (2006-2010)

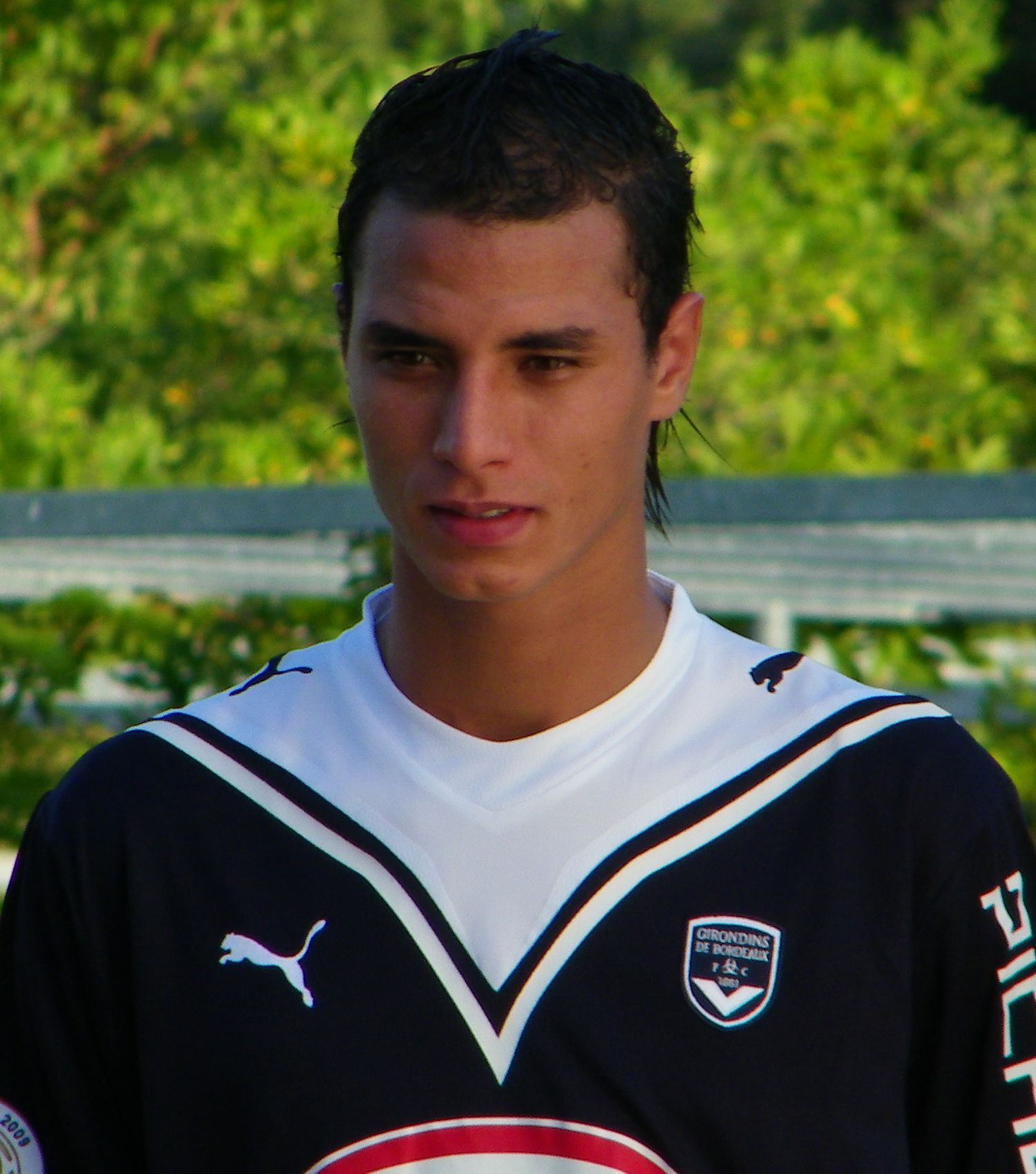
Marouane Chamakh avec Bordeaux en 2009.

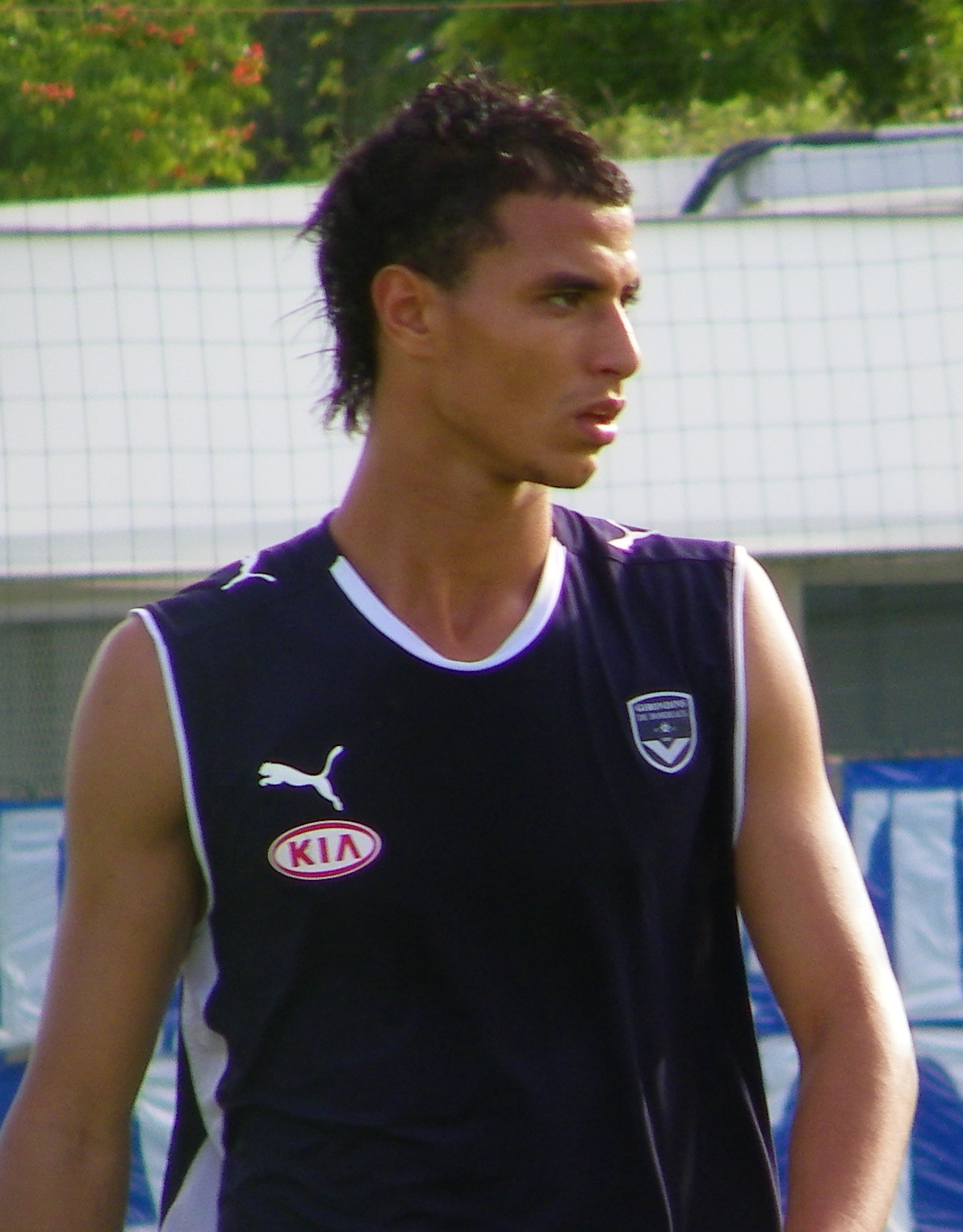
Chamakh à l'entrainement en 2009.

En 2007, le club girondin remporte la Coupe de la Ligue au détriment de l'Olympique lyonnais (1-0) et Chamakh participe à l'intégralité de la rencontre.
Lors de la saison 2008-2009, il participe activement au sacre des Girondins en Championnat et en Coupe de la Ligue. Il termine meilleur buteur du club en championnat avec Fernando Cavenaghi, et treize buts inscrits. La même saison, il inscrit une nouvelle Coupe de la Ligue à son palmarès en participant à la victoire des Girondins de Bordeaux sur le Vannes Olympique Club (4-0), le 25 avril 2009. Alors que des rumeurs l'envoient en Angleterre, il annonce en juin 2009 son intention de rester à Bordeaux une saison de plus.
Cette dernière saison dans son club formateur est moins réussie que la précédente. Bordeaux s'incline d'abord face à l'Olympique de Marseille (1-3) en finale de Coupe de la Ligue , puis échoue dans sa quête du titre, s'écroulant en fin de championnat et ne terminant qu'à la 6e place. Dès lors, sa décision de quitter Bordeaux est prise. Il livre son dernier match à domicile sous les couleurs des Girondins le 8 mai 2010 lors d'un match contre le FC Sochaux. Sorti à la 73e minute, il reçoit une ovation du public bordelais et annonce le soir même qu'il rejoint Arsenal.

### Arsenal (2010-2013)

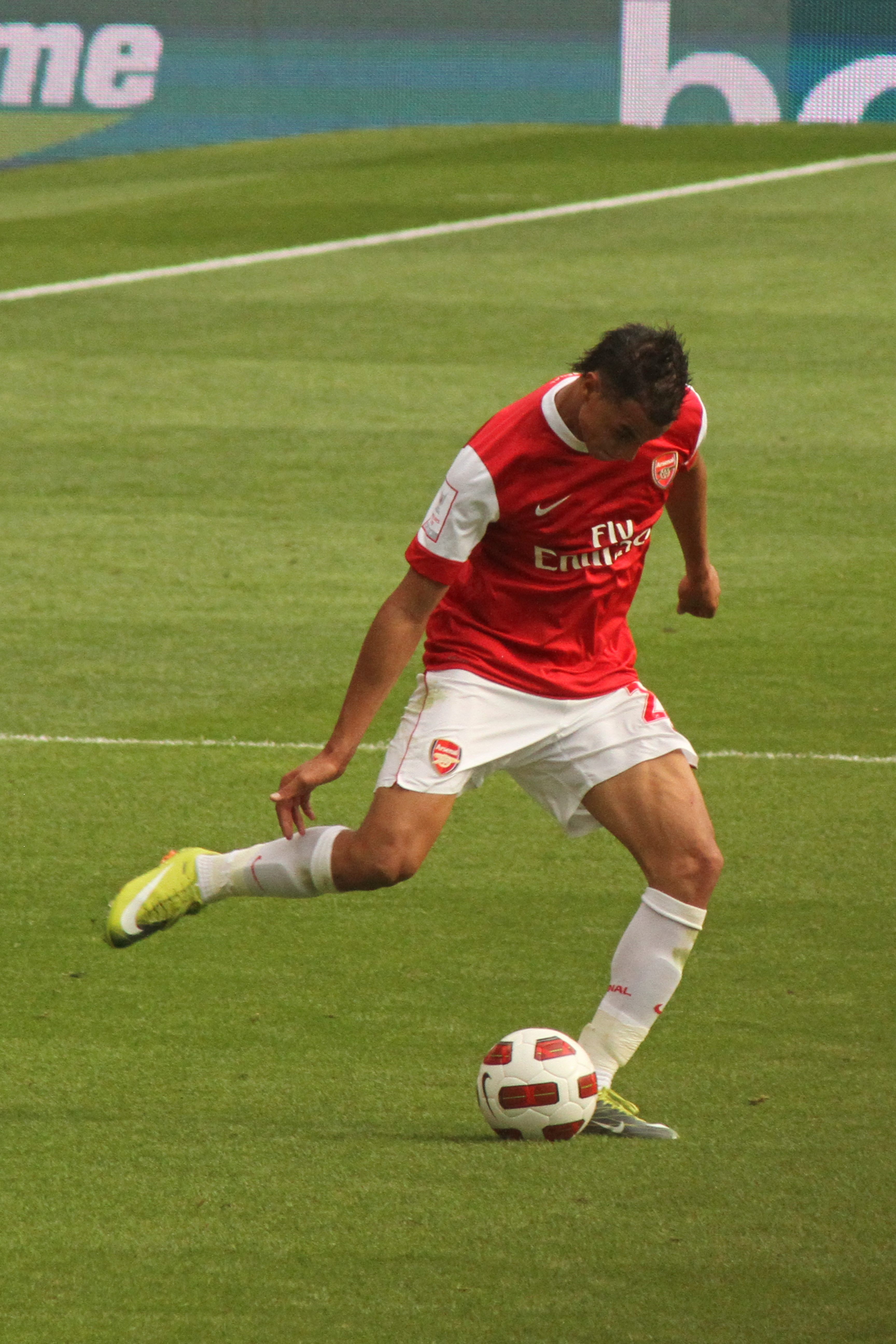
Chamakh avec Arsenal en 2010.

Marouane Chamakh signe en faveur du club londonien en mai 2010 dans le cadre d'un transfert gratuit, bien que ce transfert n'entre en vigueur que le 1er juillet suivant. Le numéro 29 lui est attribué, comme lors de ses années girondines. Il annonce également que, pour lui, il s'agit d'« un rêve d'enfant qui devient réalité ». Lors de l'annonce du transfert, l'entraîneur français d'Arsenal, Arsène Wenger, fait part de son enthousiasme quant à la signature de l'international marocain : « C'est un joueur que nous admirons depuis un certain temps, dit-il, et je sais qu'il va apporter de grandes qualités à l'équipe. »
Chamakh est rapidement intégré à l'équipe et joue son premier match lors d'une rencontre amicale de pré-saison contre Barnet le 17 juillet 2010 où il entre en jeu en seconde période. Il prend part à son premier match officiel le 15 août 2010 lors de la rencontre face à Liverpool (1-1). Il dispute l'intégralité de la rencontre. Lors de la seconde journée de Premier League, il inscrit son premier but officiel face à Blackpool (6-0).
En marquant contre le Chakhtar Donetsk le 20 octobre 2010, il marque son sixième but en six matchs consécutifs de Ligue des champions (trois avec Bordeaux et trois avec Arsenal), ce qui constitue un nouveau record dans cette compétition.
Le 10 novembre 2010, Arsenal se déplace à Wolverhampton pour le compte de la 12e journée de Premier League. Durant ce match, Chamakh inscrit un doublé dont le premier but, marqué de la tête après seulement 36 secondes de jeu, est considéré comme le plus rapide jamais marqué par les Gunners en Premier League. Cependant, ce record est battu le 16 octobre 2011 par Robin van Persie qui marque un but après seulement 29 secondes de jeu lors de la 8e journée de championnat face à Sunderland (2-1).
Barré par la concurrence, Marouane Chamakh joue peu en équipe première et évolue régulièrement avec la réserve des Gunners lors de la saison 2011-2012.
Le 30 octobre 2012, il marque un doublé lors du 8e de finale de la League Cup à Reading (5-7 après prolongation). Le 4 janvier 2013, il est prêté pour le reste de la saison à West Ham où il dispute seulement trois matches de championnat. À la suite de cette courte expérience, qu'il n'a pas beaucoup appréciée - il ira même jusqu'à dire que c'était un "calvaire" - , Chamakh retrouve Arsenal où il est toujours mis à l'écart.

### Crystal Palace (2013-2016)
Le 12 août 2013, Marouane Chamakh signe un contrat d'un an avec le club promu du sud de Londres Crystal Palace. Septième recrue du club, son entraîneur Ian Holloway ne cache pas son enthousiasme à l'idée de son arrivée dans la presse anglaise, et compte profiter de l'expérience du joueur tout en s'appuyant sur les premiers mois prometteurs du joueur avec Arsenal. Holloway espère ainsi « le faire revenir au niveau où il était quand il a rejoint Arsenal ». 
Chamakh dispute dès la première journée de championnat son premier match sous ses nouvelles couleurs le 18 août 2013 face à Tottenham en entrant en cours de jeu à la 66e minute (défaite 1-0). Ian Holloway décide alors de le titulariser la journée suivante face à Stoke City. Chamakh se libère enfin et débloque le score pour la première fois en Premier League depuis le 17 septembre 2011 pour sa toute première titularisation avec son nouveau club. Malheureusement pour les londoniens, Stoke City renverse le match et à remporte la victoire (défaite 2-1). Lors de la sixième journée, il est pointé du doigt par la presse anglaise lors de la défaite 2 buts à 0 face à Southampton FC pour sa propension à se laisser tomber. Mené alors 2-0,  dans un face-à-face avec le gardien Artur Boruc, Chamakh a préféré se jeter au lieu de tenter le tir. Ce qui a particulièrement agacé ses partenaires, dirigeants et supporters. Une altercation avec son coéquipier Dean Moxey a même faillit se finir aux poings dans le vestiaire. Son entraîneur lui aussi agacé, a déclaré à la BBC que ça ne le « rendait pas heureux »,.
Le début de saison s'avère difficile tant pour lui que pour son club. À la suite des mauvais résultats de Ian Holloway qui n'a engrangé aucun point lors des huit premières journées de championnat, Keith Millen, son ancien adjoint, est désigné nouvel entraîneur par intérim du club. La sévère défaite à domicile sur le score de 4 buts à 1 face à Fulham FC semble être la goutte d'eau qui fait déborder le vase. Marouane Chamakh qui tente de se relancer semble bien loin de son niveau, et n’incite pas forcément à l'optimisme au vu de ses faibles statistiques avec seulement un but en huit apparitions dont seulement deux rencontres en intégralité,.
Crystal Palace pointe toujours à la dernière place, et l'arrivée de Keith Millen semble rien n'y changer. Ses deux premiers sorties se soldent par des défaites. Chamakh enchaîne les titularisations et bénéficie de la confiance de son entraîneur. Vingtième et dernier du classement, le club londonien gagne finalement son premier point à domicile en arrachant le nul face à Everton FC durant la 11e journée. Ce jour-là, Chamakh réalise un très bon match, et son impressionnant travail défensif lui vaut les applaudissements du Selhurst Park. Les Eagles remportent enfin leur premier match la journée suivante face à Hull City par 1 but à 0. Titulaire lors de ce match, le Marocain sort en pleurs à la 36e minute blessé à la tête à la suite d'un violent choc avec le défenseur irlandais Paul McShane. 

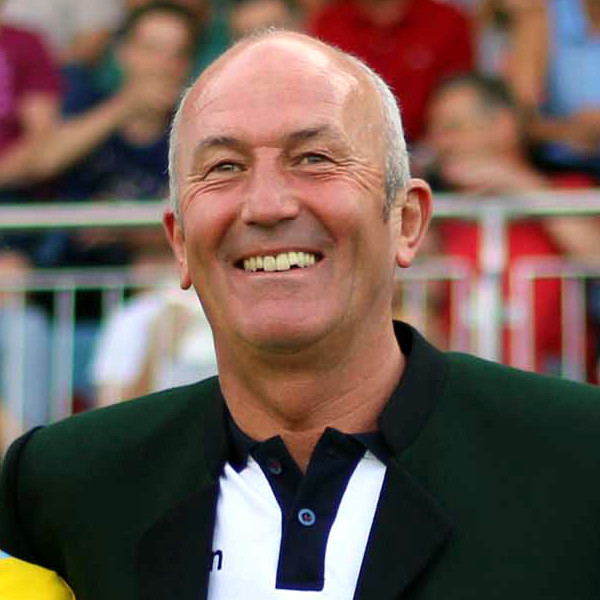
Tony Pulis, technicien gallois qui a permis à Crystal Palace FC de se maintenir, et qui a relancé Marouane Chamakh.

La situation du club catastrophique, Crystal Palace se doit de trouver un meneur digne de ce nom en la personne du Gallois Tony Pulis. Signé pour un contrat de deux ans et demi, Pulis a la lourde mission de mobiliser les Eagles qui pointent à la dernière place. Si la première sortie de Chamakh sous les ordres de Pulis se termine par une défaite face à Norwich City, l'arrivée de Pulis se fait alors sentir immédiatement pour le club grâce à deux victoires d'affilée. Après quelques débuts difficiles, le Marocain retrouve enfin ses qualités de buteur et son envie sur le terrain. Il doit cela à Pulis qui a eu l'audace de lui définir un nouveau rôle, celui d'attaquant de soutien, derrière Cameron Jerome. Son association avec lui va se révéler efficace. Chamakh offre ainsi la victoire aux siens le 3 octobre 2013 face à West Ham United grâce à un précieux but de la tête sur un centre de Barry Bannan, mettant fin à une disette de 11 matchs sans marquer pour le Marocain. L'ex-gunners enchaîne le match suivant en marquant son troisième but de la saison face à Cardiff City (victoire 2-0). Ses très bonnes prestations lui ont valu les éloges de la presse anglaise, pourtant habitué à le critiquer ses dernières années, et de son entraîneur Tony Pulis qui précise que « Chamakh est une menace pour n'importe quel club » et qu'il a « beaucoup de qualité ». Les précieux buts du Marocain ont donc permis au club de sortir la tête de l'eau et de se positionner à la 18e place à seulement 1 point du premier non relégable. Chamakh enchaîne face à Chelsea FC un troisième but consécutif en égalisant à la 29e minute sur un centre en retrait de Joel Ward avant que les Blues ne reprennent l'avantage. Sorti à la 88e minute, il est ovationné par les supporters. Marouane Chamakh a marqué son quatrième but cette saison.
Après quelques débuts difficiles, il parvient à trouver sa place dans le onze de départ avec l'arrivée du nouvel entraîneur au club Tony Pulis.
À la fin de la saison 2013-2014, il prolonge son contrat de deux années supplémentaires.

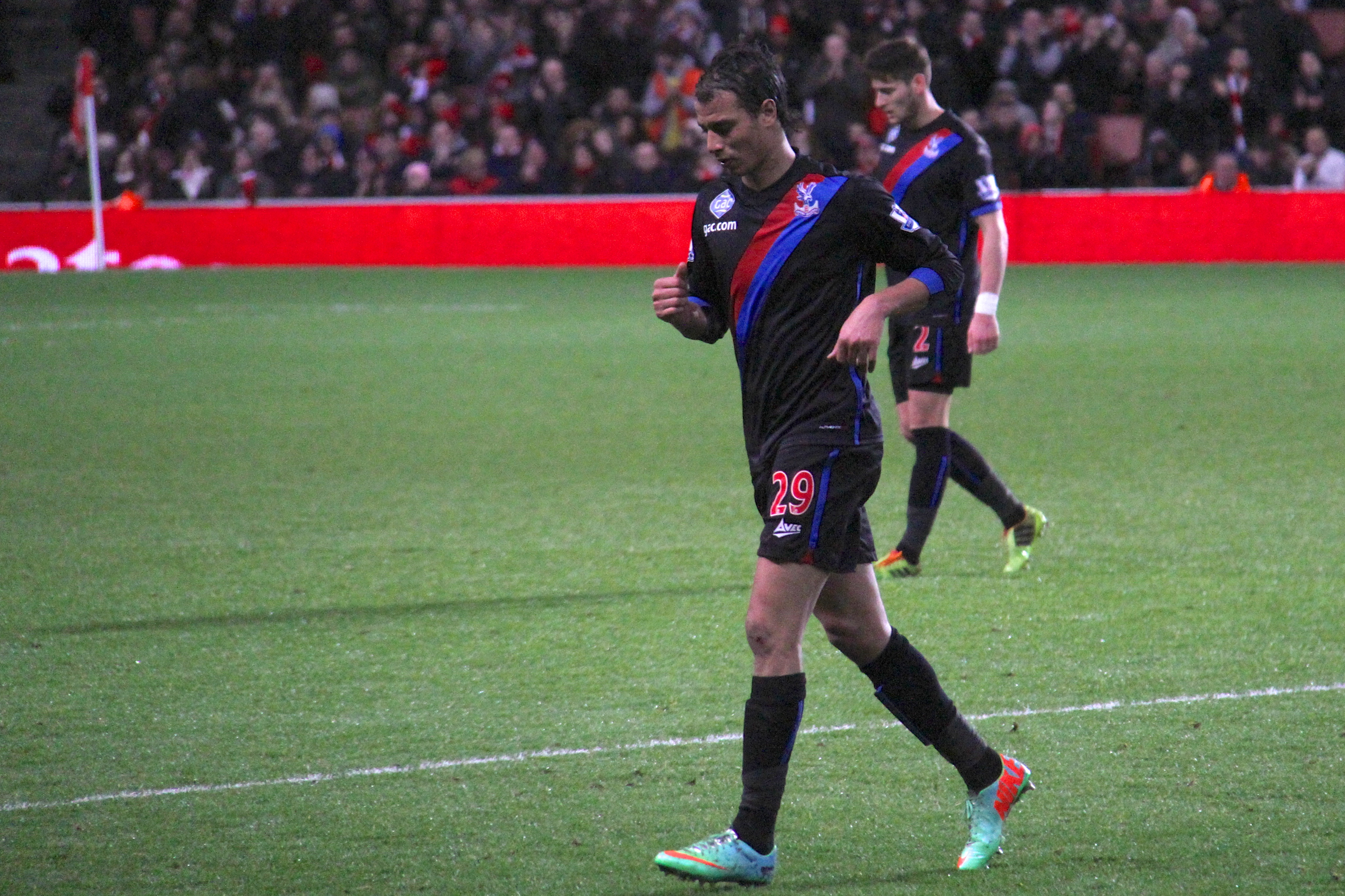
Chamakh avec Crystal Palace en 2014.

La saison suivante s'avère toutefois plus difficile, puisque le joueur marocain enchaîne plusieurs blessures de suite. En fin de contrat, Crystal Palace décide de ne pas prolonger. West Bromwich Albion lui propose alors un essai mais il n'est finalement pas conservé par le club anglais.

### Cardiff City (2016)
Sans contrat, et malgré un essai non concluant avec West Bromwich Albion, le joueur n'hésite pas à jouer en Championship à Cardiff City, au Pays de Galles, où il signe le 11 octobre 2016 un "court" contrat de trois mois renouvelable, afin de juger la forme physique du joueur. Neil Warnock, manager de Cardiff, est derrière son recrutement. Ancien entraîneur du joueur à Crystal Palace, Warnock garde un bon souvenir de Chamakh et déclare sur le site internet du club gallois que c'est « un joueur polyvalent qui m'avait impressionné durant mon temps à Crystal Palace ».
Marouane Chamakh fait sa première apparition avec Cardiff City le 19 octobre 2016 face au Sheffield Wednesday FC en entrant en jeu à la 62e minute. Il ne réussit malheureusement pas à faire face à la concurrence de Rickie Lambert et Frédéric Gounongbe. Après quelques semaines et deux apparitions seulement, l’aventure galloise de Marouane Chamakh tourne court. Il est mis de côté avec Kieran Richardson par son manager Neil Warnock. En conférence de presse, Warnock indique le 23 décembre 2016 qu'il compte le libérer et qu'il avoue s'être trompé sur son recrutement, déclarant de pas vouloir en faire « une doublure à Rickie Lambert ». Le manager ajoute que « Chamakh et Richardson pèsent dans notre masse salariale », et s'excuse même auprès du Marocain. Il est laissé libre quelques jours plus tard par son club alors que son contrat ne prenait fin qu'en janvier 2017.

### Retraite (2019)
En mai 2019, il annonce lors d'un interview dans l'émission "L'Expresso" sur BeIN Sports, qu'il met un terme à sa carrière de footballeur professionnel et souhaite devenir entraineur.

### Carrière internationale (2003-2014)

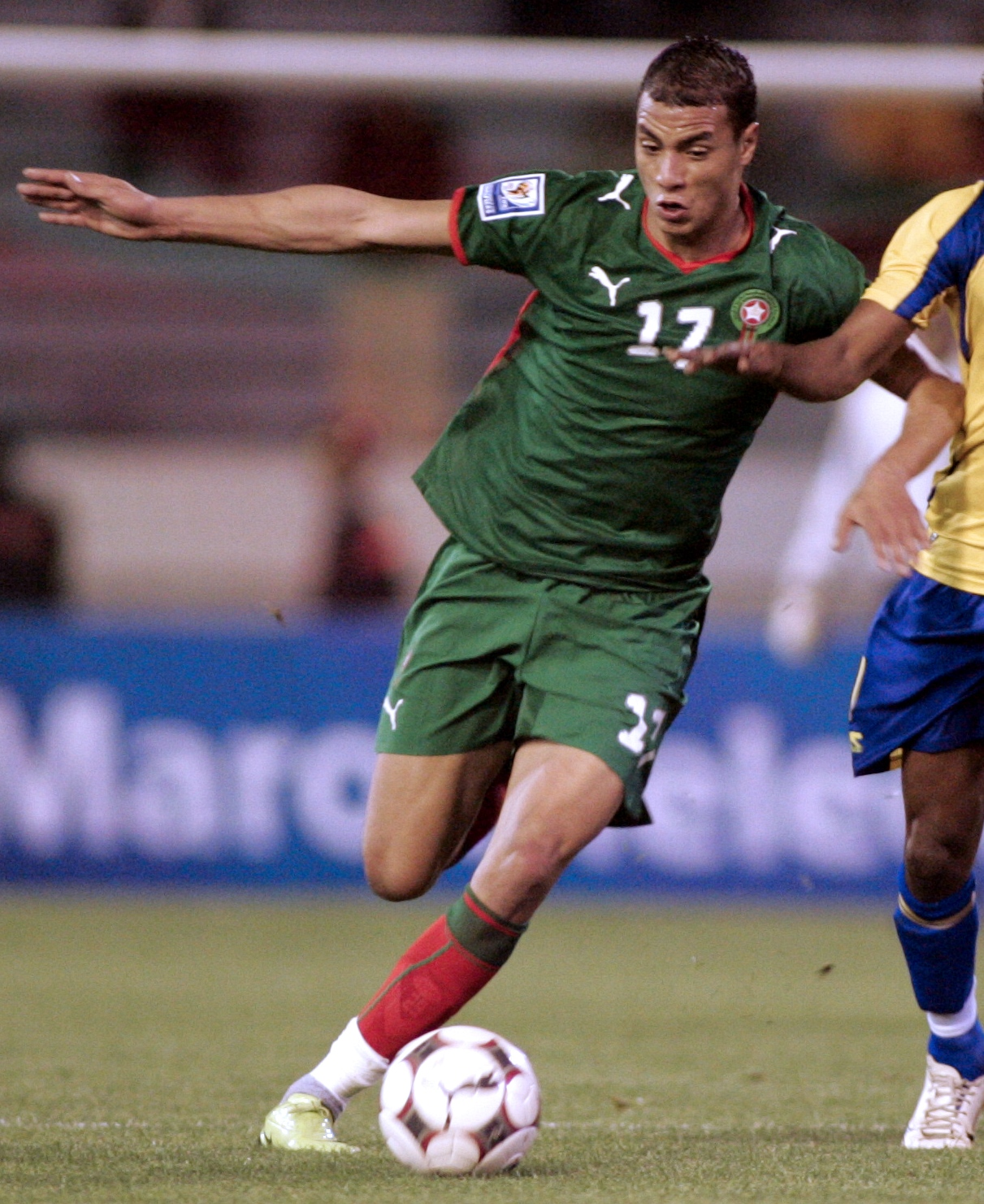
Chamakh lors des éliminatoires de la Coupe du monde de 2010 contre le Gabon.

En 2003, Marouane Chamakh participe à sa première sélection en équipe de France des moins de 19 ans. La même année, il opte pour son pays d'origine, le Maroc.
Lancé en sélection marocaine sans passer par les sélections jeunes, Chamakh débute face à la Sierra Leone lors d'un match comptant pour les éliminatoires de la CAN 2004,. Trois mois plus tard, il marque ses deux premiers buts sous le maillot des Lions de l'Atlas à l'occasion d'un match amical face à Trinité-et-Tobago (2-0).
Il gagne sa place dans le groupe de Zaki pour la CAN 2004. Il ouvre la marque contre le Bénin (4-0). La belle aventure se termine en finale, perdue contre l'hôte tunisien.
Marouane Chamakh totalise 65 sélections en équipe marocaine pour 18 buts marqués et quatre participations à la Coupe d'Afrique des nations, en 2004, 2006, 2008 et 2012.

## Statistiques

### Statistiques détaillées
Ce tableau résume les statistiques en carrière de Marouane Chamakh.
| Saison                | Club                   | Championnat           | Championnat | Championnat | Championnat | Coupe nationale | Coupe nationale | Coupe nationale | Coupe de la Ligue | Coupe de la Ligue | Coupe de la Ligue | Supercoupe | Supercoupe | Supercoupe | Compétition(s) continentale(s) | Compétition(s) continentale(s) | Compétition(s) continentale(s) | Compétition(s) continentale(s) | Maroc | Maroc | Maroc | Total | Total | Total |
| Saison                | Club                   | Division              | M.          | B.          | P.d.        | M.              | B.              | P.d.            | M.                | B.                | P.d.              | M.         | B.         | P.d.       | Comp.                          | M.                             | B.                             | P.d.                           | M.    | B.    | P.d.  | M.    | B.    | P.d.  |
| 2002-2003             | Girondins de Bordeaux  | Ligue 1               | 10          | 1           | 0           | 3               | 0               | 1               | 1                 | 0                 | 0                 | -          | -          | -          | -                              | -                              | -                              | -                              | 2     | 0     | 0     | 16    | 1     | 1     |
| 2003-2004             | Girondins de Bordeaux  | Ligue 1               | 25          | 6           | 7           | 1               | 0               | 0               | 1                 | 0                 | 0                 | -          | -          | -          | C3                             | 8                              | 4                              | 3                              | 14    | 4     | 2     | 49    | 14    | 12    |
| 2004-2005             | Girondins de Bordeaux  | Ligue 1               | 33          | 10          | 3           | 2               | 1               | 0               | 1                 | 0                 | 0                 | -          | -          | -          | -                              | -                              | -                              | -                              | 6     | 2     | 0     | 42    | 13    | 3     |
| 2005-2006             | Girondins de Bordeaux  | Ligue 1               | 29          | 7           | 4           | 1               | 0               | 0               | 1                 | 0                 | 0                 | -          | -          | -          | -                              | -                              | -                              | -                              | 9     | 3     | 0     | 40    | 10    | 4     |
| 2006-2007             | Girondins de Bordeaux  | Ligue 1               | 29          | 5           | 1           | 3               | 2               | 0               | 4                 | 0                 | 0                 | -          | -          | -          | C1+C3                          | 4+2                            | 0                              | 0                              | 5     | 3     | 0     | 47    | 10    | 1     |
| 2007-2008             | Girondins de Bordeaux  | Ligue 1               | 32          | 4           | 7           | 4               | 0               | 1               | 1                 | 0                 | 0                 | -          | -          | -          | C3                             | 7                              | 4                              | 1                              | 8     | 1     | 1     | 52    | 9     | 10    |
| 2008-2009             | Girondins de Bordeaux  | Ligue 1               | 34          | 13          | 7           | 1               | 0               | 0               | 3                 | 0                 | 0                 | 1          | 0          | 0          | C1+C3                          | 6+2                            | 0+1                            | 0                              | 5     | 1     | 0     | 52    | 15    | 7     |
| 2009-2010             | Girondins de Bordeaux  | Ligue 1               | 38          | 10          | 4           | 1               | 0               | 0               | 3                 | 1                 | 1                 | 1          | 0          | 0          | C1                             | 9                              | 5                              | 0                              | 3     | 0     | 0     | 55    | 16    | 5     |
| Sous-total            | Sous-total             | Sous-total            | 230         | 56          | 33          | 16              | 3               | 2               | 15                | 1                 | 1                 | 2          | 0          | 0          | -                              | 38                             | 16                             | 4                              | 53    | 14    | 3     | 354   | 90    | 43    |
| 2010-2011             | Arsenal FC             | Premier League        | 29          | 7           | 4           | 6               | 1               | 0               | 3                 | 0                 | 1                 | -          | -          | -          | C1                             | 6                              | 3                              | 0                              | 7     | 2     | 1     | 51    | 13    | 6     |
| 2011-2012             | Arsenal FC             | Premier League        | 11          | 1           | 0           | 1               | 0               | 0               | 2                 | 0                 | 0                 | -          | -          | -          | C1                             | 4                              | 0                              | 1                              | 3     | 1     | 1     | 21    | 2     | 2     |
| 2012-jan 2013         | Arsenal FC             | Premier League        | 0           | 0           | 0           | -               | -               | -               | 3                 | 2                 | 1                 | -          | -          | -          | C1                             | 1                              | 0                              | 0                              | 1     | 0     | 0     | 5     | 2     | 1     |
| Sous-total            | Sous-total             | Sous-total            | 40          | 8           | 4           | 7               | 1               | 1               | 8                 | 2                 | 2                 | -          | -          | -          | -                              | 11                             | 3                              | 1                              | 11    | 3     | 2     | 77    | 17    | 10    |
| jan 2013-juin 2013    | West Ham United (prêt) | Premier League        | 3           | 0           | 0           | -               | -               | -               | -                 | -                 | -                 | -          | -          | -          | -                              | -                              | -                              | -                              | -     | -     | -     | 3     | 0     | 0     |
| Sous-total            | Sous-total             | Sous-total            | 3           | 0           | 0           | -               | -               | -               | -                 | -                 | -                 | -          | -          | -          | -                              | -                              | -                              | -                              | -     | -     | -     | 3     | 0     | 0     |
| 2013-2014             | Crystal Palace         | Premier League        | 32          | 5           | 2           | 2               | 1               | 0               | -                 | -                 | -                 | -          | -          | -          | -                              | -                              | -                              | -                              | -     | -     | -     | 34    | 6     | 2     |
| 2014-2015             | Crystal Palace         | Premier League        | 18          | 2           | 0           | 2               | 2               | 0               | -                 | -                 | -                 | -          | -          | -          | -                              | -                              | -                              | -                              | 2     | 1     | 0     | 22    | 5     | 0     |
| 2015-2016             | Crystal Palace         | Premier League        | 10          | 0           | 0           | 2               | 0               | 0               | -                 | -                 | -                 | -          | -          | -          | -                              | -                              | -                              | -                              | -     | -     | -     | 12    | 0     | 0     |
| Sous-total            | Sous-total             | Sous-total            | 60          | 7           | 2           | 6               | 3               | 0               | -                 | -                 | -                 | -          | -          | -          | -                              | -                              | -                              | -                              | 2     | 1     | 0     | 68    | 11    | 2     |
| 2016-2017             | Cardiff City           | Championship          | 2           | 0           | 1           | 0               | 0               | 0               | -                 | -                 | -                 | -          | -          | -          | -                              | -                              | -                              | -                              | -     | -     | -     | 2     | 0     | 1     |
| Sous-total            | Sous-total             | Sous-total            | 2           | 0           | 1           | 0               | 0               | 0               | -                 | -                 | -                 | -          | -          | -          | -                              | -                              | -                              | -                              | -     | -     | -     | 2     | 0     | 1     |
| Total sur la carrière | Total sur la carrière  | Total sur la carrière | 335         | 71          | 40          | 29              | 7               | 3               | 23                | 3                 | 3                 | 2          | 0          | 0          | -                              | 50                             | 19                             | 5                              | 65    | 18    | 5     | 504   | 118   | 56    |

### Buts internationaux
| Buts en sélection de Marouane Chamakh | Buts en sélection de Marouane Chamakh | Buts en sélection de Marouane Chamakh          | Buts en sélection de Marouane Chamakh | Buts en sélection de Marouane Chamakh | Buts en sélection de Marouane Chamakh | Buts en sélection de Marouane Chamakh |
|                                       | Date                                  | Lieu                                           | Adversaire                            | Score                                 | Résultat                              | Compétition                           |
| ------------------------------------- | ------------------------------------- | ---------------------------------------------- | ------------------------------------- | ------------------------------------- | ------------------------------------- | ------------------------------------- |
| 1                                     | 10 septembre 2003                     | Stade El Harti, Marrakech, Maroc               | Trinité-et-Tobago                     | 1-0                                   | 2-0                                   | Match amical                          |
| 2                                     | 10 septembre 2003                     | Stade El Harti, Marrakech, Maroc               | Trinité-et-Tobago                     | 2-0                                   | 2-0                                   | Match amical                          |
| 3                                     | 31 janvier 2004                       | Stade Taïeb-Mehiri, Sfax, Tunisie              | Bénin                                 | 1-0                                   | 4-0                                   | Coupe d'Afrique des nations 2004      |
| 4                                     | 8 février 2004                        | Stade Taïeb-Mehiri, Sfax, Tunisie              | Algérie                               | 1-1                                   | 3-1                                   | Coupe d'Afrique des nations 2004      |
| 5                                     | 10 octobre 2004                       | Stade du 28-septembre, Conakry, Guinée         | Guinée                                | 1-0                                   | 1-1                                   | Éliminatoires Coupe du monde 2006     |
| 6                                     | 8 octobre 2005                        | Stade olympique de Radès, Radès, Tunisie       | Tunisie                               | 1-0                                   | 2-2                                   | Éliminatoires Coupe du monde 2006     |
| 7                                     | 9 janvier 2006                        | Complexe sportif Moulay Abdallah, Rabat, Maroc | RD Congo                              | 1-0                                   | 3-0                                   | Match amical                          |
| 8                                     | 17 janvier 2006                       | Complexe sportif Moulay Abdallah, Rabat, Maroc | Angola                                | 1-0                                   | 2-2                                   | Match amical                          |
| 9                                     | 2 septembre 2006                      | Complexe sportif Moulay Abdallah, Rabat, Maroc | Malawi                                | 1-0                                   | 2-0                                   | Qualifications CAN 2008               |
| 10                                    | 7 février 2007                        | Complexe sportif Moulay Abdallah, Rabat, Maroc | Tunisie                               | 1-0                                   | 1-1                                   | Match amical                          |
| 11                                    | 2 juin 2007                           | Stade Mohammed-V, Casablanca, Maroc            | Zimbabwe                              | 1-0                                   | 2-0                                   | Qualifications CAN 2008               |
| 12                                    | 16 janvier 2008                       | Complexe sportif Moulay Abdallah, Rabat, Maroc | Angola                                | 1-1                                   | 2-1                                   | Match amical                          |
| 13                                    | 31 mars 2009                          | Estádio do Restelo, Lisbonne, Portugal         | Angola                                | 2-0                                   | 2-0                                   | Match amical                          |
| 14                                    | 17 novembre 2010                      | Windsor Park, Belfast, Irlande du Nord         | Irlande du Nord                       | 1-0                                   | 1-1                                   | Match amical                          |
| 15                                    | 4 juin 2011                           | Stade de Marrakech, Marrakech, Maroc           | Algérie                               | 2-0                                   | 4-0                                   | Qualifications CAN 2012               |
| 16                                    | 9 octobre 2011                        | Stade de Marrakech, Marrakech, Maroc           | Tanzanie                              | 1-0                                   | 3-1                                   | Qualifications CAN 2012               |
| 17                                    | 13 novembre 2014                      | Stade Adrar, Agadir, Maroc                     | Bénin                                 | 6-1                                   | 6-1                                   | Match amical                          |

## Palmarès

### Club
Girondins de Bordeaux
- Championnat de France
  - Vainqueur en 2009
- Coupe de la Ligue
  - Vainqueur en 2007 et 2009
  - Finaliste en 2010
- Trophée des champions
  - Vainqueur en 2008 et 2009

 Arsenal
- League Cup
  - Finaliste en 2011

 Crystal Palace Football Club
- Coupe d'Angleterre
  - Finaliste en 2016

### Équipe nationale
Maroc
- Coupe d'Afrique des nations
  - Finaliste en 2004

### Distinctions personnelles et records
- Élu meilleur joueur du Trophée des champions en 2008
- Joueur étranger de l'année du championnat de France en 2009[49]
- Prix Marc-Vivien Foé du meilleur joueur africain de Ligue 1 en 2009[50]
- Nommé dans l'équipe type de Ligue 1 des Trophées UNFP en 2010
- Meilleur joueur de la saison de Bordeaux en 2010
- Avec huit buts à son compteur, il est le deuxième meilleur buteur marocain de l'histoire de la Ligue des champions après Hakim Ziyech[51].

## Décorations
- Officier de l'ordre du Trône — Le 14 février 2004, il est décoré officier de l'ordre du Wissam al-Arch[52] — ordre du Trône[53] — par le roi Mohammed VI au Palais royal de Rabat[54].

## Engagement politique
Lors des élections régionales de 2010, Marouane Chamakh figure sur la liste du Modem menée par le député Jean Lassalle en Gironde. L'Aquitaine est la seule région où le Modem réussit à atteindre le second tour mais Marouane Chamakh est en position inéligible et n'est donc pas élu.
Durant l'élection présidentielle française de 2012, il continue dans la même voie en soutenant François Bayrou. 